# Ливаненкова, Елизавета Вячеславовна
Елизавета Вячеславовна Ливаненкова (10 февраля 1986, Кушва, Свердловская область) — российская биатлонистка, призёр чемпионата России. Мастер спорта России.

## Биография
Воспитанница ДЮСШ г. Кушва. Представляла сборную Свердловской области.
На чемпионате России 2008 года стала бронзовым призёром в смешанной эстафете в составе команды Свердловской области.
В конце 2000-х годов завершила профессиональную карьеру. В дальнейшем участвовала в региональных любительских соревнованиях.